# Bulguksa
Bulguksa (불국사) és un temple budista a Tohamsan (토함산: Muntanya Toham), a Jinhyeong-dong, situat a Gyeongju, l'antiga capital del regne de Silla (신라 ) a Corea del Sud.
En aquest conjunt budista trobem sis tresors nacionals de Corea, dels quals podem destacar les pagodes de pedra de Dabotap i Seokgatap, el Cheongungyo (pont del Núvol Blau) i dues estàtues de budes de bronze banyats en or. A més, es van trobar una de les primeres estampes de fusta del món, una versió del sutra Dharani datat entre el 704 i 751 (text budista del qual va ser imprès en rotllo de paper de morera).
El temple és considerat com una obra mestra de l'art budista al Regne de Silla, perquè té aproximadament 1400 anys d'història i és considerat com un important seminari budista arreu del país.
Està inscrit a la llista del Patrimoni de la Humanitat de la UNESCO des del 1995, juntament amb la Gruta de Seokguram.

## Història
Bulguksa va ser construir cap al 528, un any després que el budisme fos acceptat per la Dinastia Silla (57 - 935) durant el regnat del Rei Beopheung, per tal de satisfer els desitjos de la seva mare Lady Yeongje i la seva dona, la Reina Gi Yun. De manera que va erigir el temple amb el nom Beopryusa o Bulguksa per tal de pregar per la prosperitat i la pau en el seu regnat.
L'any 574, el temple va refer-se per Lady Jiso, la mare del Rei Jinheung, a més, van afegir-se estàtues de Buda Variocana i Buda Amitabha en aquest moment.
Cap al 670, es va construir el Museoljeon i al 681 l'estàtua del Buda Shakyumani.
Al 751, el ministre Kim Daesung va començar la construcció del temple actual. Malgrat això, va morir el 744 i el govern va encarregar-se de completar-lo, d'acord amb el Samguk Yusa (삼국유사), un llibre sobre els records dels Tres Regnes de Corea.
Els terrenys del temple van estar dividits en cinc seccions: el Daeungjeon, el Geungnakjeon, Birojeon, Gwaneumjeon, i el Jiangjun. Va estar en una constant remodelació durant les dinasties Goryeon (고려) i Joseon (조선국), fins que va patir un incendi a mans d'uns pirates japonesos que el van envair durant el que es coneix com a guerres de Imjin.
Durant el 1612 i 1700, gran part dels sectors i el disseny originals van ser restaurats.
Després de la Segona Guerra Mundial (1939-1945) i la Guerra de Corea (1950-1953), va produir-se una restauració que va estendre's des dels anys 1966 fins al 1973 per ordre del president Park Chung Hee (박정희), de manera que així es va tornar el complex al seu estat original.
Es pot dir que el temple de Bulguksa és la realització del paradís budista en el qual els monjos del passat, present i futur conviuen conjuntament en el complex. A més, es pot afirmar que revela aspectes del món espiritual de la gent de Silla.

## Estructura del temple

Plànol del temple Bulguksa

L'entrada al temple, Sokgyemun, té una doble secció amb una escala i un pont que condueix a l'interior del temple. L'escala té una alçada de 33 metres i correspon als 33 esglaons capa a la il·luminació. La part inferior, Cheongungyo (Pont del Núvol Blau) té una llargada de 6,3 metres i disposa de 17 escalons. La part superior, Baegungyo (Pont del Núvol Blanc) té una llargada de 5,4 metres i disposa de 16 esglaons. L'escala condueix a Jahamun (Porta de la Boira Malva).
El complex està compost per dues pagodes (construcció doble que sol ser inusual) l'anomenada Seokgatap (Shakayumi pagoda), una estructura, que té més de tretze segles i es troba conformada per tres pisos i un total de 8,2 metres d'alçada. Està construïda en pedra amb un estil coreà tradicional amb línies simples i amb mínims detalls (catalogat com el tresor nacional número 20).
La segona pagoda s'anomena Dabotap i disposa d'una alçada total d'uns 10,4 metres i està dedicada a Buda amb la forma de sutra de lotus, aquesta destaca pel gran complex decoratiu que la conforma. És tan famosa que es pot trobar inclòs en la moneda de 10 wons provenen de Corea del Sud (catalogat com el tresor nacional número 21).
Les residències terrestres i les dues celestes es manifesten a Bulguksa: la terrestre amb el Buda Sakyamuni amb sutra de lotus (Lotus Sutra), la celestial amb el Buda Amitabha (Avatamska Sutra).
El gran temple està centrat en dues corts. Una d'elles es troba centrada en el Daeungjeon (대웅전), el Saló de la Gran Il·luminació, el saló principal. Dabotap i Seokgatap estan situades davant d'aquest saló, la sala consagra al Buda Sakyamuni i va ser construïda l'any 681. L'altre està centrat a Geungnakjeon, la sala del passadís on s'allotja el pont dels set tresors Chilbogyo.
Darrer de la sala principal es troba el Museoljeon (무설전), anomenada també la sala sense paraules, té aquest nom a causa de la creença que els ensenyaments de Buda no es poden aprendre només amb les paraules. Aquest és un dels edificis més antics i complexos que es va construir (probablement) al 670.
El Gwaneumjeon (관음전), conegut com a Santuari de Avalokiteshvara, ja que té una imatge de Avalokiteshvara, el Bodhisattva de la perfecta compassió, que es troba en la part superior. 
El Birojeon (비로전), anomenat Saló del Buda Vairocana, es troba sota el Gwaneumjeon (catalogat com tresor nacional número 26) i finalment el Geuknakjeon (극락전), Saló de la Bonaventura Suprema, que està situat a prop del recinte principal i, a més, en el seu interior es troba un Buda de bronze daurat (catalogat com tresor nacional número 27).

## Tresors nacionals conservats al temple
Tresors nacionals núm. 20 i 21

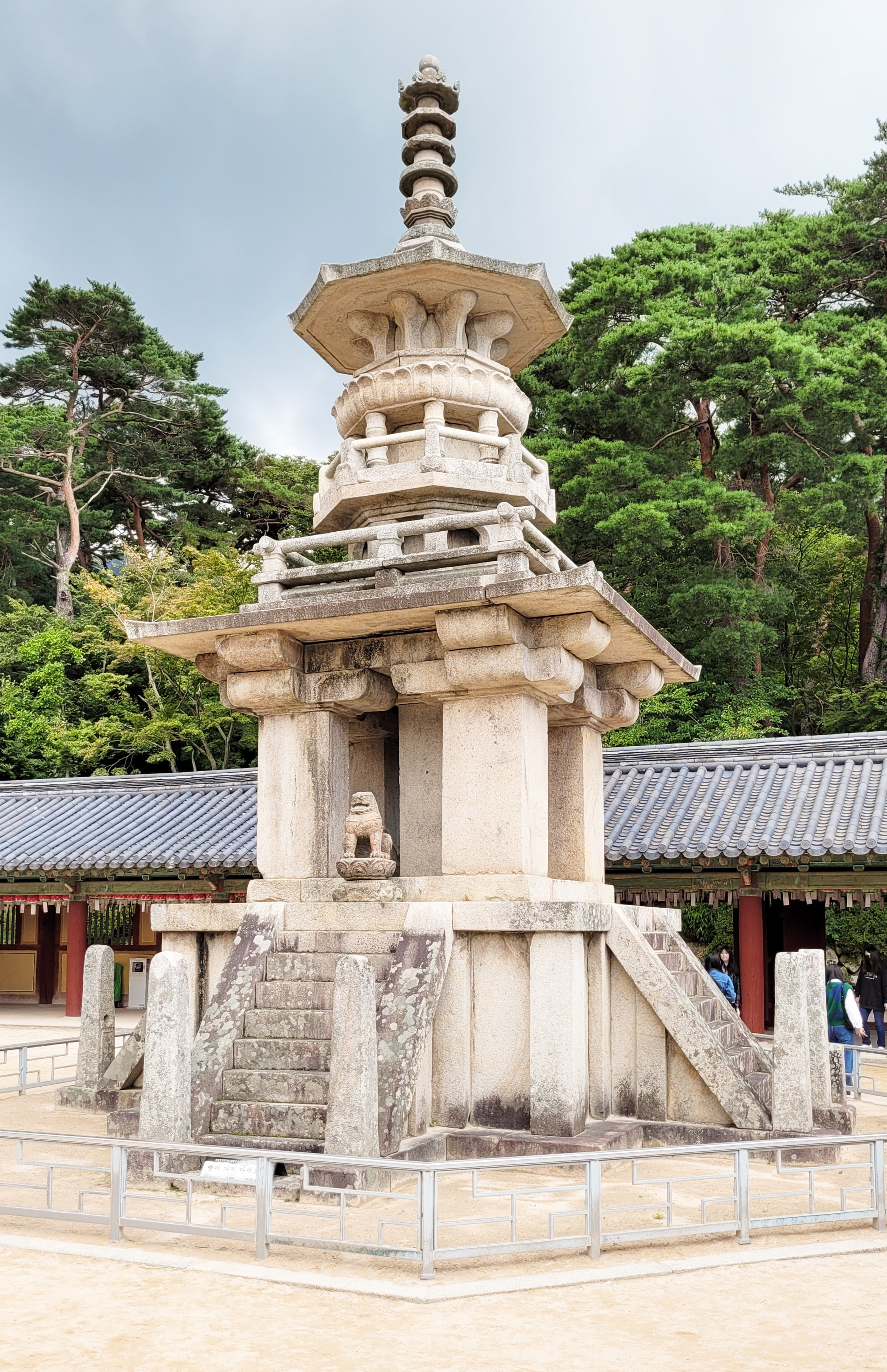
Dabotap Pagoda(National treasure no. 20)

Dabotap i Seokgatap són les dues pagodes fetes de pedra, que resideixen en el pati principal del complex. Aquestes dues arquitectures són els tresors nacionals número 20 i 21 de Corea i van ser dissenyats el desembre de 1962. A més, són de les pagodes més renovades que podem trobar a Corea.
Són similars en altura (10,29 metres i 10,75 metres) i es troben erigides una enfront de l'altra, Dabotap a l'est i Seokgatap a l'oest, entre el passadís Daeungjeon i la porta del temple Jahamun.
Dabotap és un tipus de pagoda únic, mentre que Seokgatap (coneguda també com la Pagoda del Buda Sakyamuni) és més representativa dels altres tipus de pagodes fetes en pedra.
Les dues pagodes van ser construïdes en el mateix emplaçament per reflectir el contingut del Sutra Saddharmapundarika (és a dir, el sutra de la flor de lotus), en el que el “Buda del passat” (Dabo Buddha) es troba al costat del “Buda del present” (Sakyamuni Buddha), per demostrar que els seus sermons budistes són correctes. 
La singularitat de la pagoda Dabotap es pot veure en l'estructura de cada part. Les escales de pedra estan adossades a cada costat de la plataforma en forma de creu, amb un cos de pagoda octogonal envoltat de baranes quadrades col·locades sobre ella.
S'esmenta que aquesta pagoda va ser construïda durant el 751, moment en què es va dur a terme la construcció del mateix temple. És un treball que expressa d'una manera perfecta la complicada estructura construcció de les estructures en pedra sense cap distracció per l'ús d'idees noves.

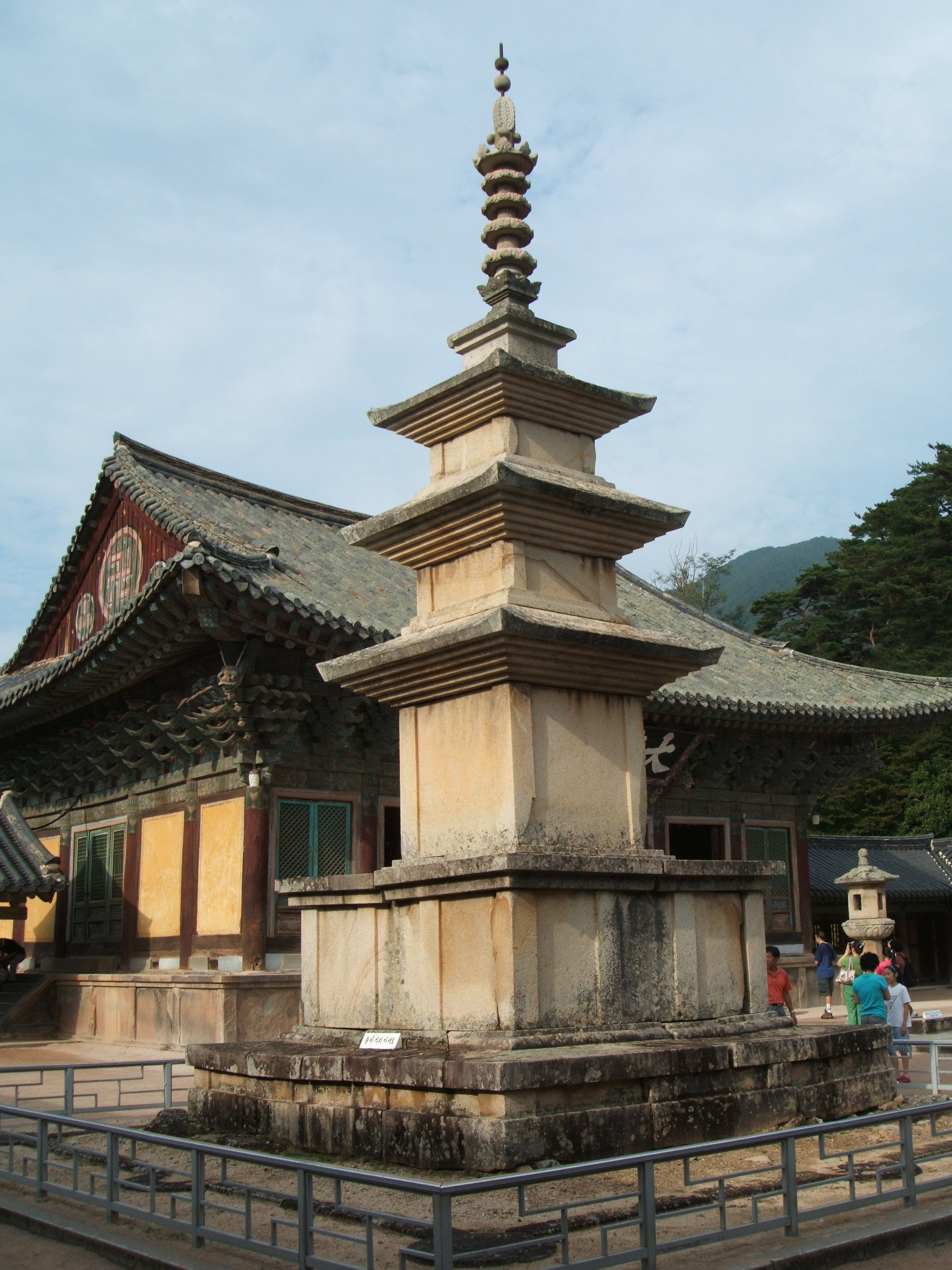
Seokgatap Pagoda(National treasure no. 21)

L'obra ens mostra la sensibilitat artística que hi havia a Silla a través de una estructura ben organitzada formada per quarts, octògons i cercles, i en la llargada, amplada i gruix, es troben estandarditzats. Durant el període colonial japonès, es va desmantellar i reparar la pagoda cap al 1925.
Però no va quedar rastre de les relíquies i altres artefactes que s'haurien d'haver col·locat a l'interior de la pagoda. A més, dels quatre lleons col·locats originàriament a les escales de pedra de la pagoda, els japonesos se'n van emportar tres, però encara no s'han trobat les restes de cap d'aquests patrimonis culturals.
La pagoda de Seokgatap és una pagoda de tres pisos situada sobre una plataforma de dos pisos. Aquest estil de pagoda de pedra va assolir el seu apogeu a mitjan segle VIII durant el període Silla Unificat.
La plataforma de dos pisos era prou forta per suportar tot el pes de la pagoda.
Imitant l'estil de construcció de fusta, aquesta pagoda presenta talles de pedra en forma de pilar a cada cantonada de la plataforma superior i inferior. Aquestes talles també es van fer al cos de la pagoda i, les cantonades de la pedra del terrat, estan totes aixecades, donant a la pagoda una impressió de lleugeresa, com si estigués a punt per volar. Tot i que la plataforma i el cos d'aquesta estructura no tenen cap decoració, l'extremitat superior és esplèndida. De fet, se suposa que el remat original d'aquesta pagoda es va perdre abans del segle xvi i només es va restaurar el 1973, i es va inspirar en les remates ornamentals de les pagodes de pedra de tres pisos de l'est i l'oest del temple de Silsangsa, Namwon (tresor nacional núm. 37), que es van fer cent anys més tard que aquesta pagoda.
La pagoda està marcada i envoltada de pedres amb dissenys de lotus en totes direccions. Està separat per representar el lloc diví per consagrar l'Artefacte de Buda. La marca fa que la pagoda sembli més gran, sent més o menys única d'aquesta pagoda i rarament es veu en altres llocs. L'obra sembla molt assentada des de qualsevol direcció pel seu excel·lent equilibri i desprèn simplicitat i grandesa. La  construcció va començar poc després de l'època en què el temple de Bulguksa es va establir correctament com a temple, que, segons un registre ronda entorn l'any 751.
Durant molts segles l'estructura original es va conservar en perfecte estat, però, lamentablement, va ser damnada per uns lladres el 1966, però va ser reconstruïda el mateix any. En aquesta ocasió es va descobrir un espai quadrat a la part frontal del segon pis del cos de la pagoda que contenia artefactes associats amb Buda. S'hi van trobar diversos artefactes i reliquiaris, el més destacat dels quals va ser el Dharani Sutra de la Llum Pura Impecable (tresor nacional núm. 126). Imprès en paper de morera, aquest sutra és el material més antic del món imprès amb xilografia.

Tresor nacional nº 22

El Yeonhwagyo (pont de la flor de lotus, 연화교) i Chilbogyo (pont dels sets tresors, 칠보교) és una parella de ponts del temple. Va ser dissenyat com el tresor nacional número 22 de Corea el desembre de 1962. Aquest pont condueix cap a Anyangmun (porta de la Pau, 안양문) i, seguint el camí ens porta cap a Geuknakjeon (sala del país pur), construïts ambdós simultàniament.

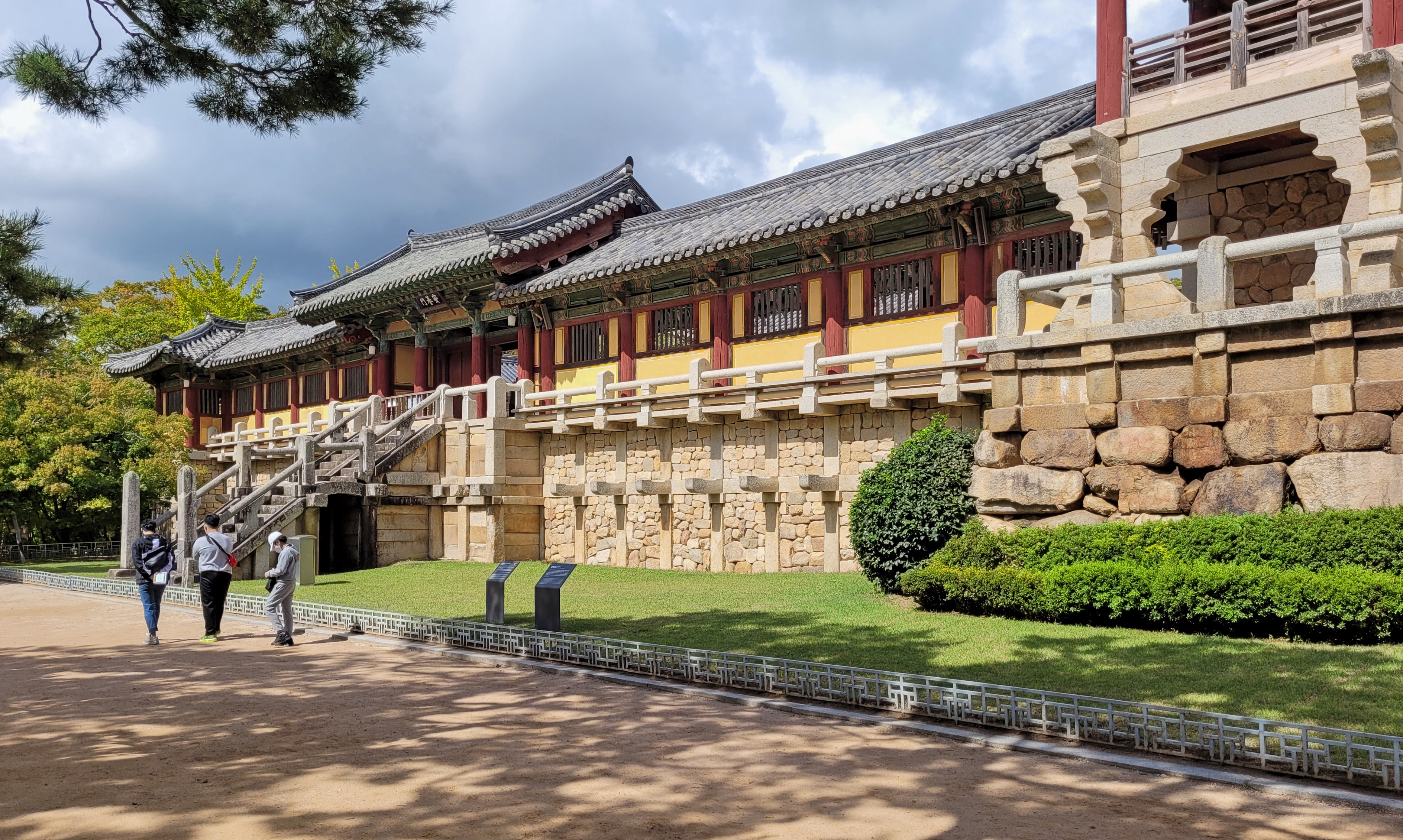
Yeonhwagyo and Chilbogyo Bridges(National treasure no. 22)

Tenen una inclinació de 45 graus, un arc per sota i la combinació d'un pont amb escales. El pont inferior de la flor de lotus, té deu esglaons, mentre que el pont dels set tresors superior en té vuit.

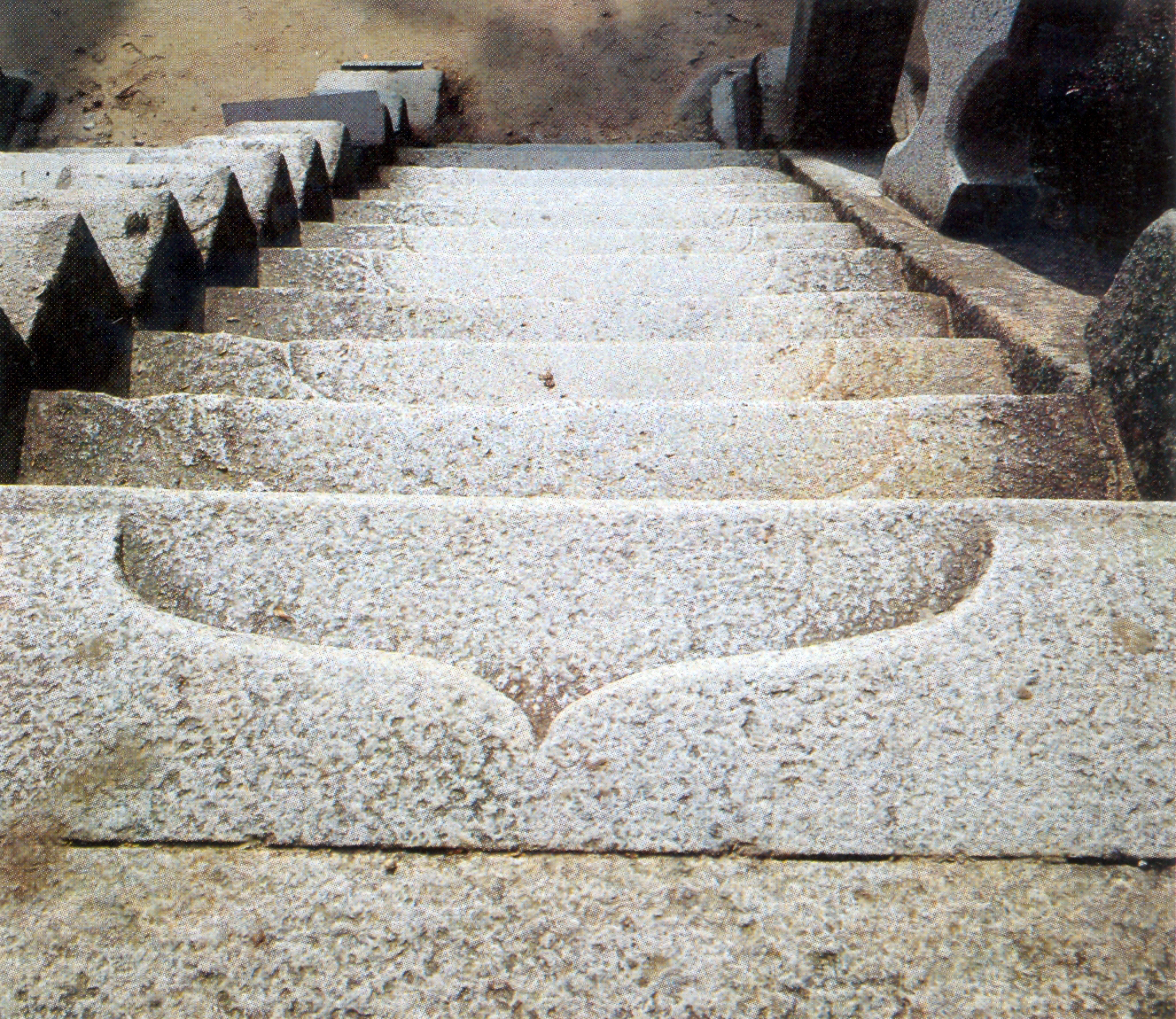

Alhora, es troben a la part oest, en relació amb els ponts del núvol blau i blanc.
El pont de flor de lotus és conegut per les seves delicades talles en forma de flor de lotus (d'aquí el nom) en cada esglaó, però s'han acabat esvaint amb el pas del temps i de les petjades dels pelegrins, cosa que ha provocat, a més, que avui dia els visitants no puguin caminar per sobre d'aquest pont.
A més la llegenda diu que aquests dos ponts no eren destinats per a les persones terrenals, sinó per aquells que havien realitzat el paradís budista.

Tresor nacional nº 23
El Cheongungyo (pont del núvol blau, 청운교) i Baegungyo (pont del núvol bland, 백운교) són dos ponts que formen part d'una escala que condueix al temple. Aquests, probablement, van ser construïts cap al 750, durant el regnat del Rei Gyeongdeok.
Encara que van ser construïts separats, es van dissenyar conjuntament com un únic tresor cap al mateix any (desembre de 1962).
El pont del núvol blau constitueix la part superior de l'escala mentre que el pont del núvol blanc és la part inferior.

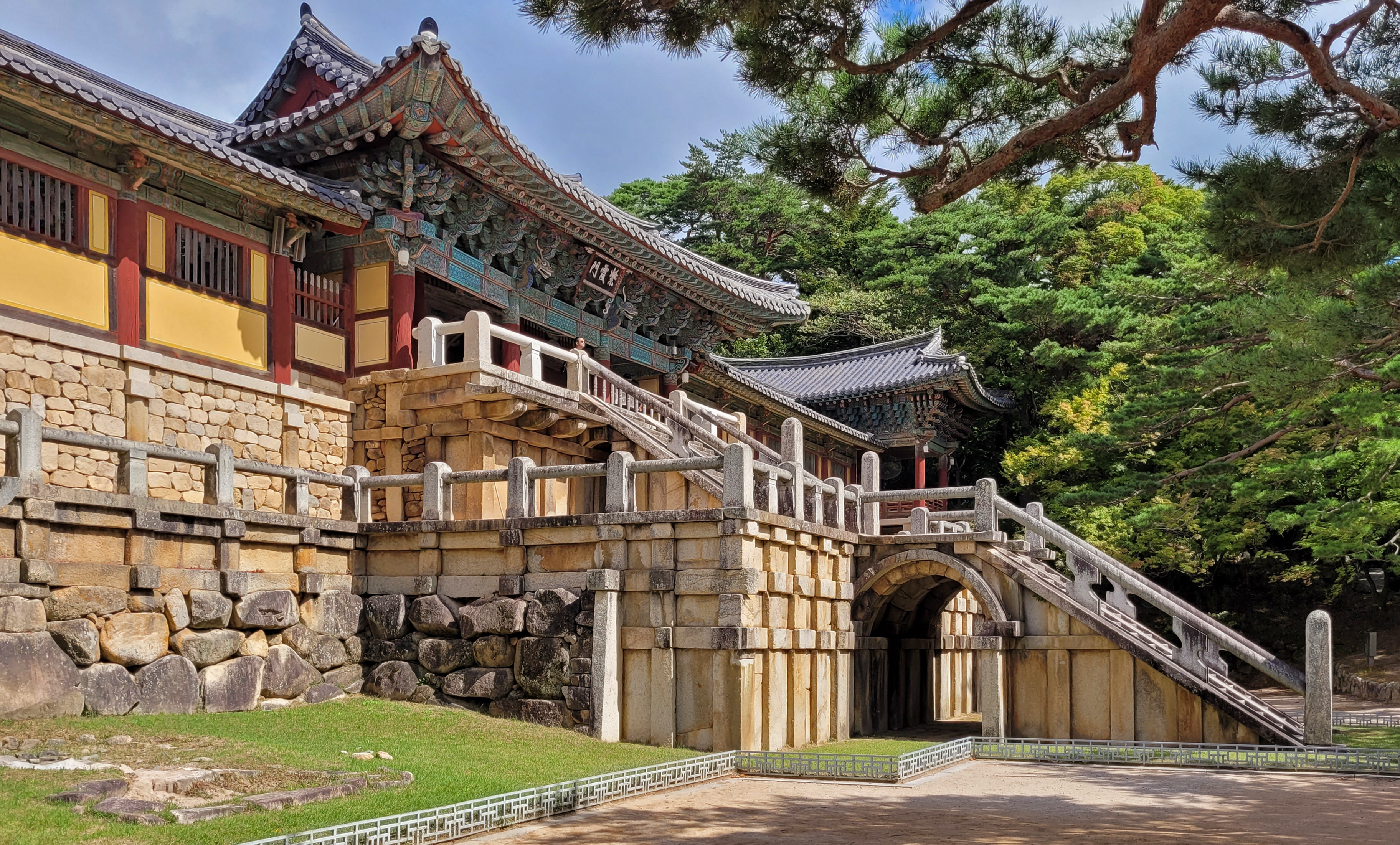
Cheongungyo and Baegungyo Bridges(National treasure no. 23)

Es diu que aquests ponts connecten amb el món de Buda. A més se sol comparar amb el pas del temps de la vida: el primer representa els joves i el segon els ancians.
Aquests dos ponts condueixen cap a Jahamun (Golden Purple Gate, 자하문) que condueix fins a la sala Sakyamuni. Hi ha 34 esglaons a l'escala, que disposa d'una inclinació de 45 graus, estructura que crea un efecte òptic en forma d'arc, que dona una vista sua i vital, encara que amb les línies rectes ajuden a crear aquesta visió sòlida.
El pont del núvol blau superior té setze graons mentre que el pont del núvol blanc inferior en té divuit. També es creu que sota hi havia un estanc amb murs de pedra per poder reforçar l'estructura. L'arc llarg sota les escalinates és testimoni de l'ús dels arcs en l'estil dels ponts de Silla.
Amb aquesta inclinació van aconseguir que quan l'aigua de la pluja caigués, en un dia amb sol, es pogués crear la imatge d'un arc de sant Martí.
Tresor nacional núm. 26

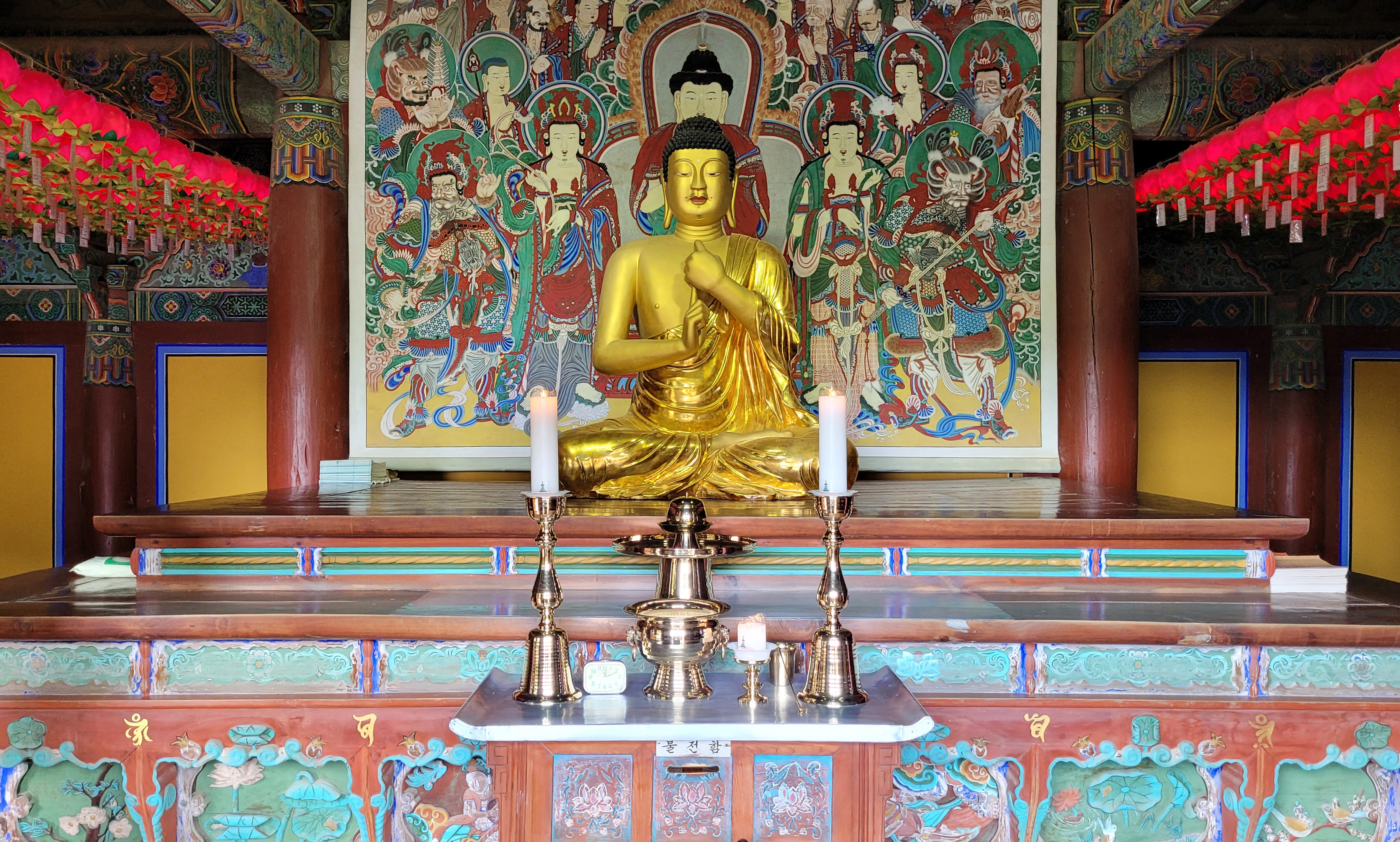
The Vairocana Buddha(National treasure no. 26)

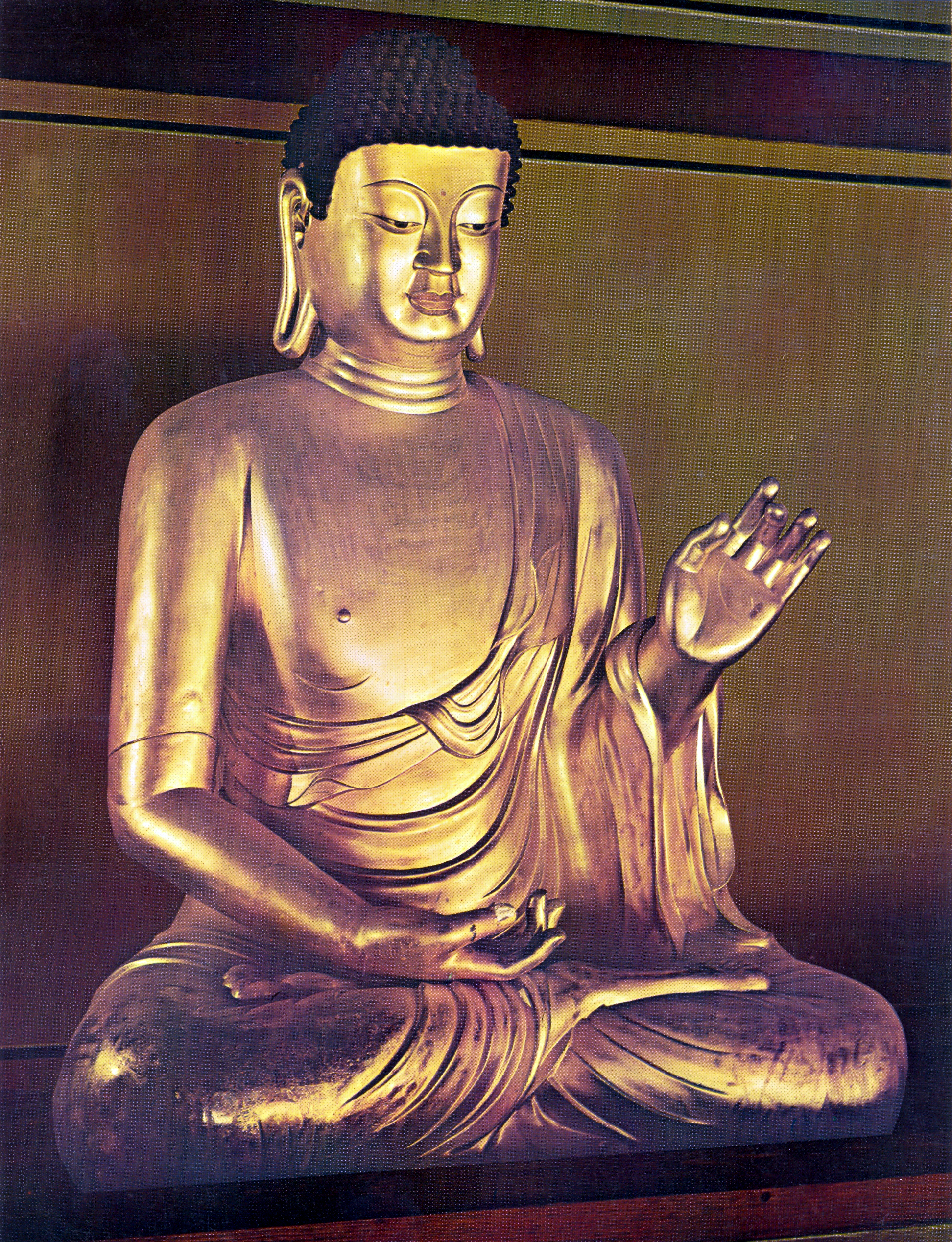
Amitabha Buddha(National treasure no. 27)

El tresor nacional núm. 26 (경주 불국사 금동비로자나불좌상, Gyeongju Bulguksa geumdong birojana buljwasang) es tracta d'una estàtua del Buda Vairocana assegut, fet de bronze daurat i fa una alçada d'1,77 metres.
El Buda de la il·luminació es troba consagrat a Birojeon. El cap  té un usnisa, un símbol de la saviesa suprema, ja que el cap va ser fet a partir de fusionar dues petxines i la cara és allargada i suau.
Les vestidures tenen gran detallisme i simulen a la perfecció els plecs que es formen des de l'espatlla fins a la falda. Les mans del Buda estan en una posició determinada, on el dit índex dret es troba cobert per la mà esquerra, que sovint s'utilitza per simbolitzar el Buda de la Il·luminació.
Es calcula que la figura és del segle IX a causa de l'evidència estilística, inclosa la falda massa ampla i la manca de tensió en la representació de les túniques i la cara de Buda.
Tresor nacional núm. 27
El tresor nacional núm. 27 és una estàtua de bronze daurat del Buda Amitabha (경주 불국사 금동아미타여래좌상, Gyeongju Bulguksa geumdong amita yeoraejwasang).
Es tracta d'una estàtua que fa 1,66 metres d'alçada i es va consagrar a Geuknakjeon. L'estàtua, probablement, va ser feta cap a finals del segle VIII inicis del IX.
El cap de l'estàtua de Buda, va ser fet per dues closques i a més trobem una protuberància, un nas distintivament en forma d'àguila, el seu rostre és benigne i té pestanyes en forma semicircular. El Buda té les espatlles amples i el pit fort, mentre que la gran falda li dona a la figura una sensació d'harmonia i estabilitat proporcionals.
L'estil de la túnica sembla més estilitzat i casual, aquesta està col·locada sobra l'espatlla esquerra fent que la dreta estigui descoberta La posició de la mà esquerra es troba aixecada al nivell de l'espatlla amb el palmell cap endavant i la mà dreta es col·loca a la falda. L'estil de Buda sembla seguir una tradició abstracta i estilitzada més que una representació del realisme.

Tresor nacional núm. 61

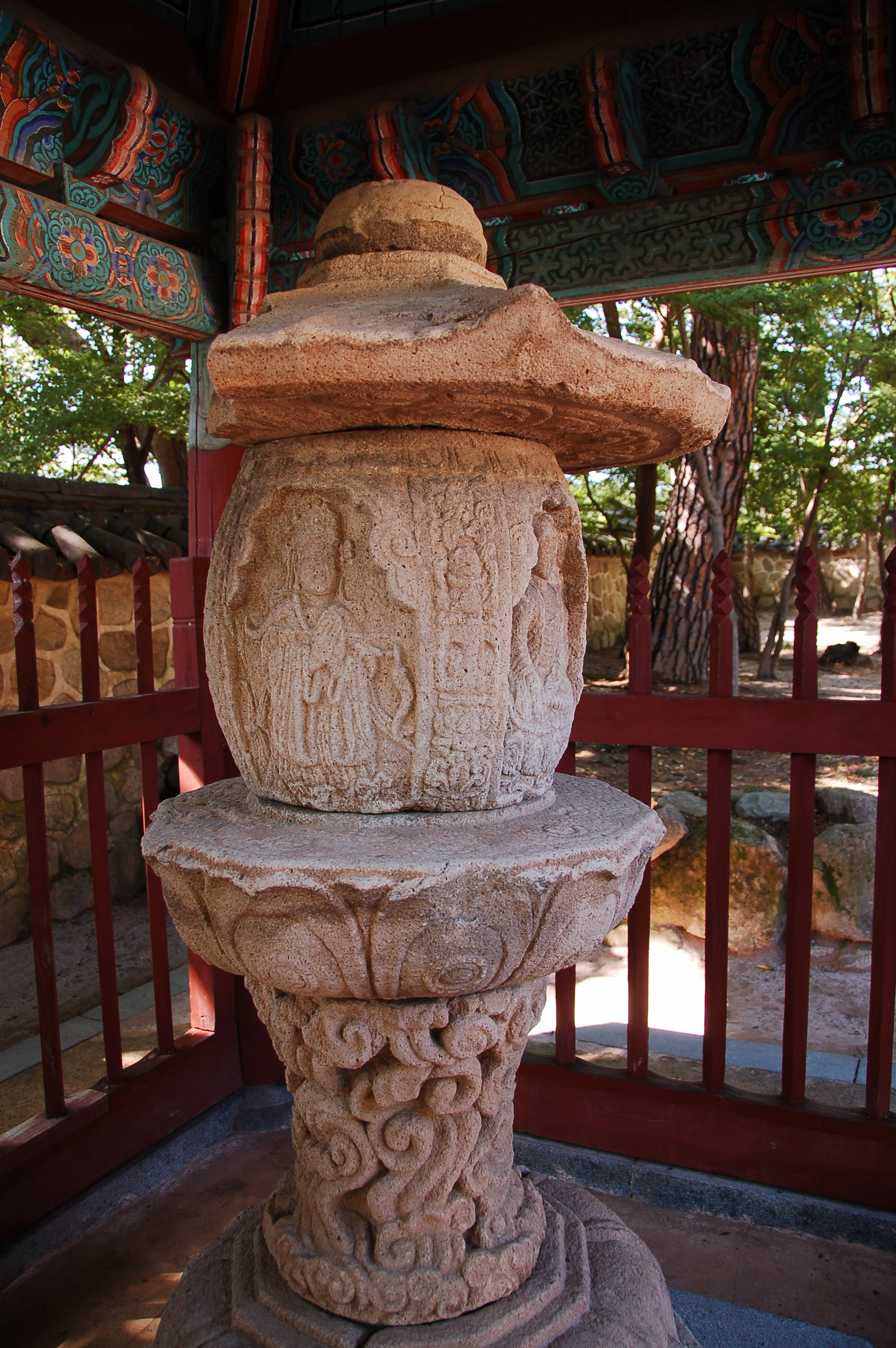
Saritap, a stupa(treasure no. 61)

Aquesta pagoda (사리탑), o stupa, s'assembla molt a una llanterna, però feta de pedra. Té una alçada de 2,1 metres i es troba localitzada al costat esquerre del jardí principal de Birojeon, a un edifici protegit.
Trobem que està formada per una primera pedra, el cos principal i la part superior ornamental. El pedestal es troba compost per dos semicercles de pedra, cadascun gravat amb un disseny de flor de lotus a cada octògon, que es troben connectats amb un pilar en forma de tambor amb un disseny de núvols.

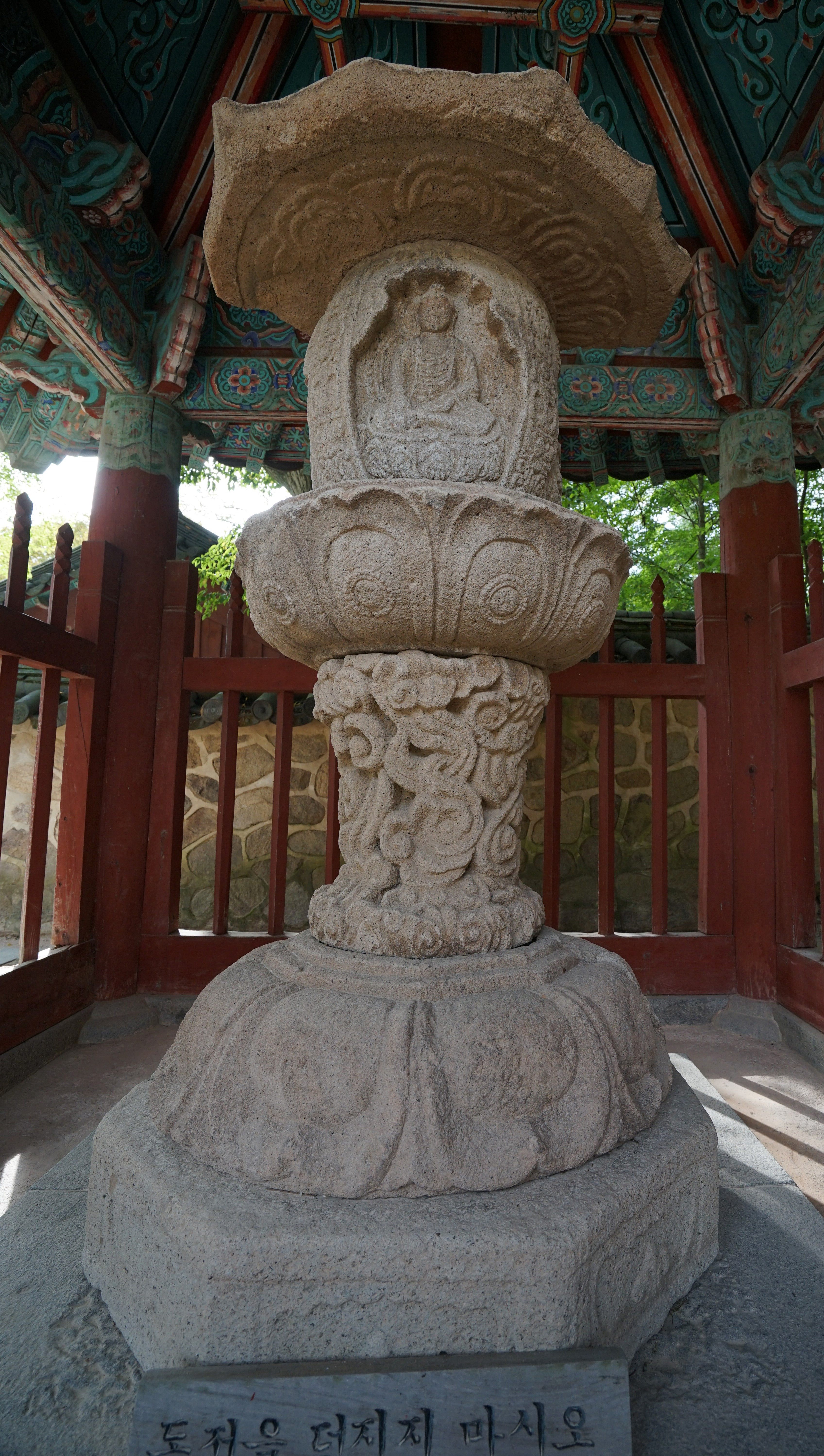
Saritap, a stupa(treasure no. 61)

El cos principal del stupa és cilíndric i es troba cobert per quatre pilars decorats amb padrons de flors. Els quatre costats dividits pels patrons gravats amb la imatge de Buda i els Bodhisattves. La coberta té dotze angles a les vores del ràfec, però la part superior de la coberta és hexagonal.
El sostre s'inclina suaument; i només en queda una part del remate. L'estil profundament bell i la delicada mà d'obra de l'stupa indiquen que es va fer a principis de la Dinastia Goryeo tot conservant certes característiques de l'estil de la Dinastia Silla unificat.
Es diu que l'stupa conté la sarira de vuit monjos budistes o de la reina que va ingressar al monestir budista després de la mort del seu marit, el rei Heongang. Una sarira és un recipient/contenidor per dipositar les relíquies o restes de sacerdots famosos o de la reialesa.
Aquest stupa, en un moment donat va ser portada al Japó cap al 1906, però va ser retornada cap al 1933.

Tresor nacional núm. 1744, Saló Daeungjeon

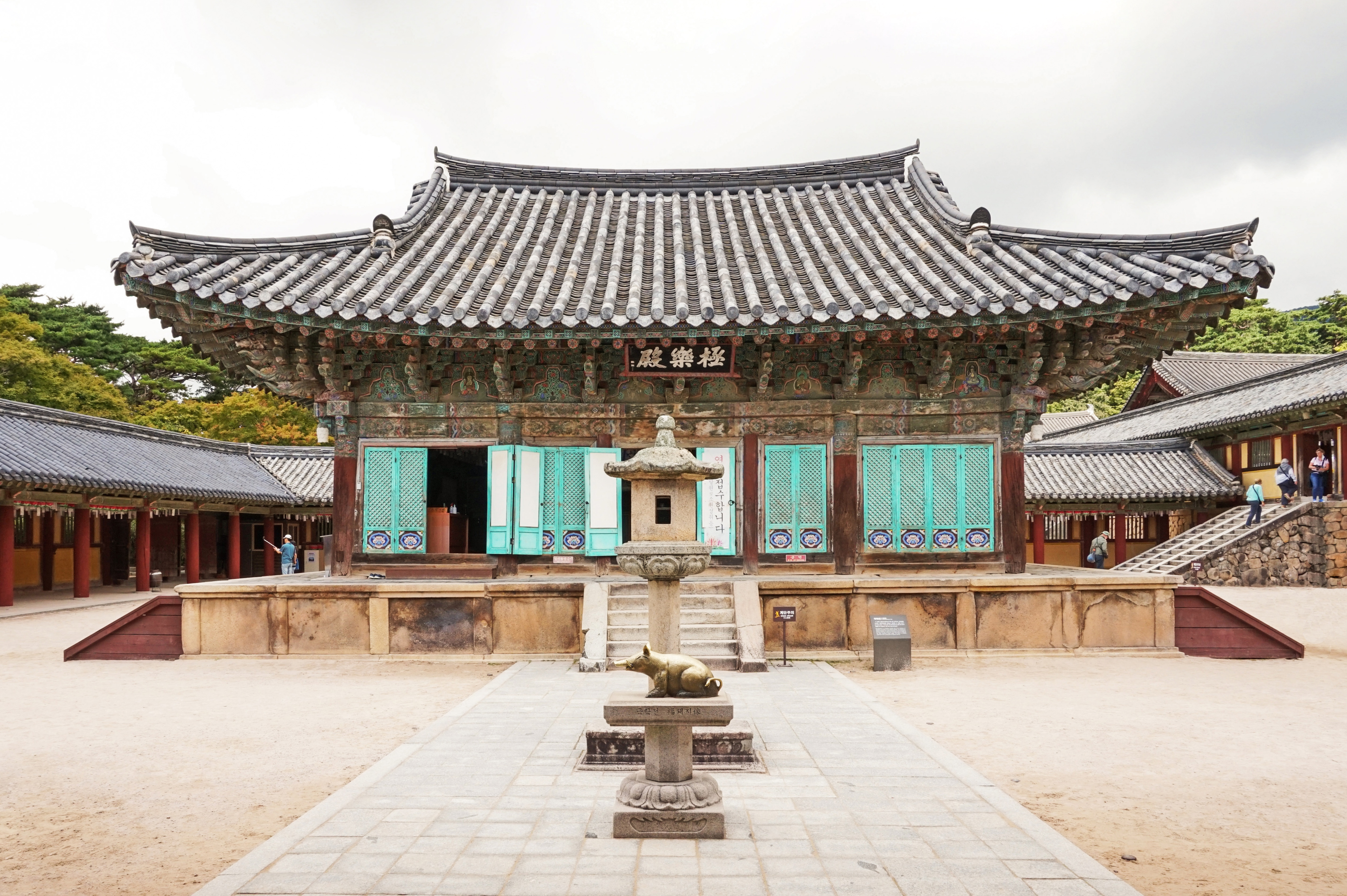
Daeungjeon Hall(Treasure no. 1744)

El temple és emmarcat per dos grans passadissos en què hi ha la porta Jahanun, el saló Daeungjeon i el saló Museoljeon.

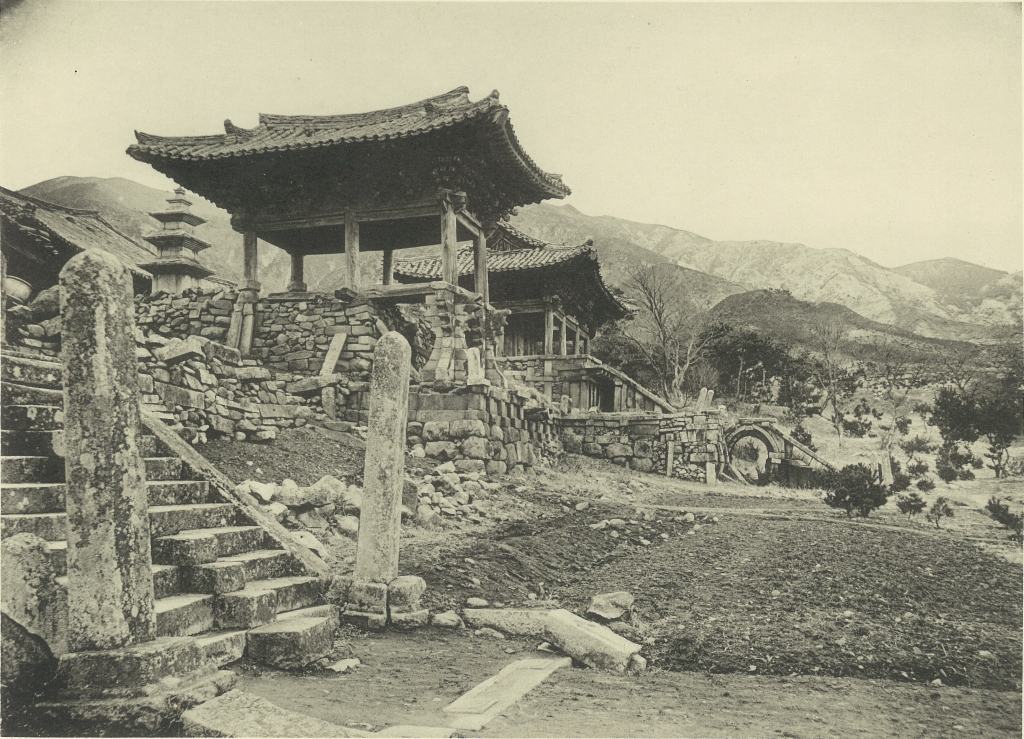
Bulguksa in 1914

El pavelló Jwagyengnu està ubicada la cantonada est, en canvi, el pavelló Beomyeongnum es troba a la cantonada occidental.
Els ponts Cheongungyo i Bagegungyo, que fan de connectors amb el saló Daeungjeon, estan al sud de la porta Jahamun.
El saló Daeungjeon va ser reparart l'any 1436, l'any 1490 i de nou l'any 1564. Però, va ser incendiat per complet l'any 1593 durant la invasió japonesa a Corea. Després d'això es van fer molts treballs de restauració, entre ells la reconstrucció del temple 1659, el sostre va ser l'any 1677 i la columna occidental l'any 1708, de nou es va fer el sostre 1729-1731 i per acabar la sala va ser reconstruïda l'any 1765. Encara que la pintura es va acabar el 1767.
L'any 1769 es va fer la triada budista i les pintures budistes en el saló.
Durant l'ocupació dels japonesos a Corea, la sala va ser restaurada pel Govern Japonès del moment durant els anys 1918-1925, on també van fer noves obres de renovació durant els anys 1934-1935.
Durat el govern del president Park Chung-Hee, l'edifici va ser reconstruir un cop més l'any 1970.
La pagoda Dabotap a l'est i la Pagoda de Pedra de tres pisos a l'oest, i la llanterna de pedra octogonal que exhibeix l'estil típic del període d'unificació de Silla, es enfront del saló Daeungjeon en el temple Bulguksa.
El saló mesura uns cinc kan (unitat de mesura que es refereix la distància entre dues columnes) i descansa sobre una plataforma de pedra rectangular. El sostre és de mitja aigua amb suports dapo (són uns suports que es posen sobre els pilars), un estil posterior a la dinastia Joseon.
Els pilars de la cornisa que surten estan esculpits amb dissenys de plantes, fènix i un cap de drac.
L'àrea principal enfront del saló té unes portes amb decoracions florals, i comporta habitacions laterals i exteriors.
La part posterior hi ha quatres portes amb marcs i una sala amb portes corredisses.
El saló té pilars de cantonada amb suports de pedra de coberta en la part superior, segueix de nou l'estil d'unificació del període Silla. També hi ha una escala, els laterals dels passamans de l'escala estan gravats amb motius triangulars.
El sostre té una part més alta, ja que va ser fet de manera esglaonada.
El saló és actiu invaluable a causa de la preservació del seu estilobat original, la llanterna de pedra i els registres dels treballadors de restauració.
L'exterior també està decorat, és brillant amb escultures de disseny.

Tresor nacional nº 1523, Conca de Pedra

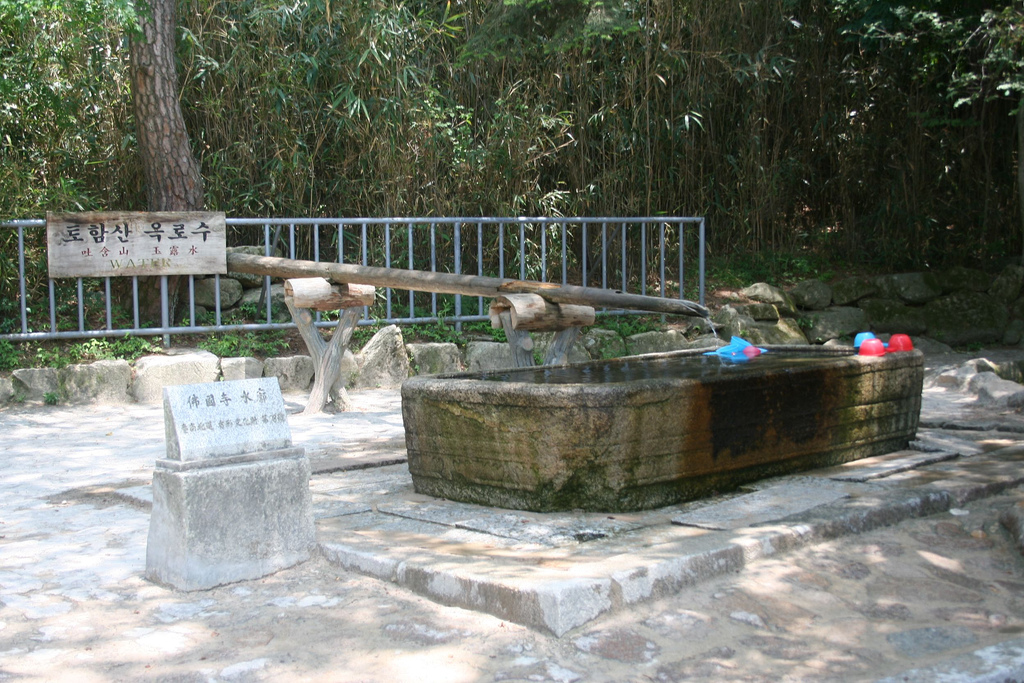
Stone basin(Treasure no. 1523)

Aquesta pedra rectangular al terra del temple Bulguksa vas er feta durant el període d'unificació del regne de Silla (entre el 676 i el 935). Notablerment difereix en estil respecte a les conques de pedra de Baekje (18 a.C-660 d.C), les quals són molt més circulars.
Es troba gravada tant a l'interior com a l'exterior i la vora es troba arrodonida a les cantonades. El magnífic disseny de lotus tallat a la aprt inferior mostra l'alt nivell de l'art budista durant el període de Silla Unificat.
La conca, per tant, té un valor històric i cultural escepcional.

Tresor nacional nº 1745, Elevació en pedra

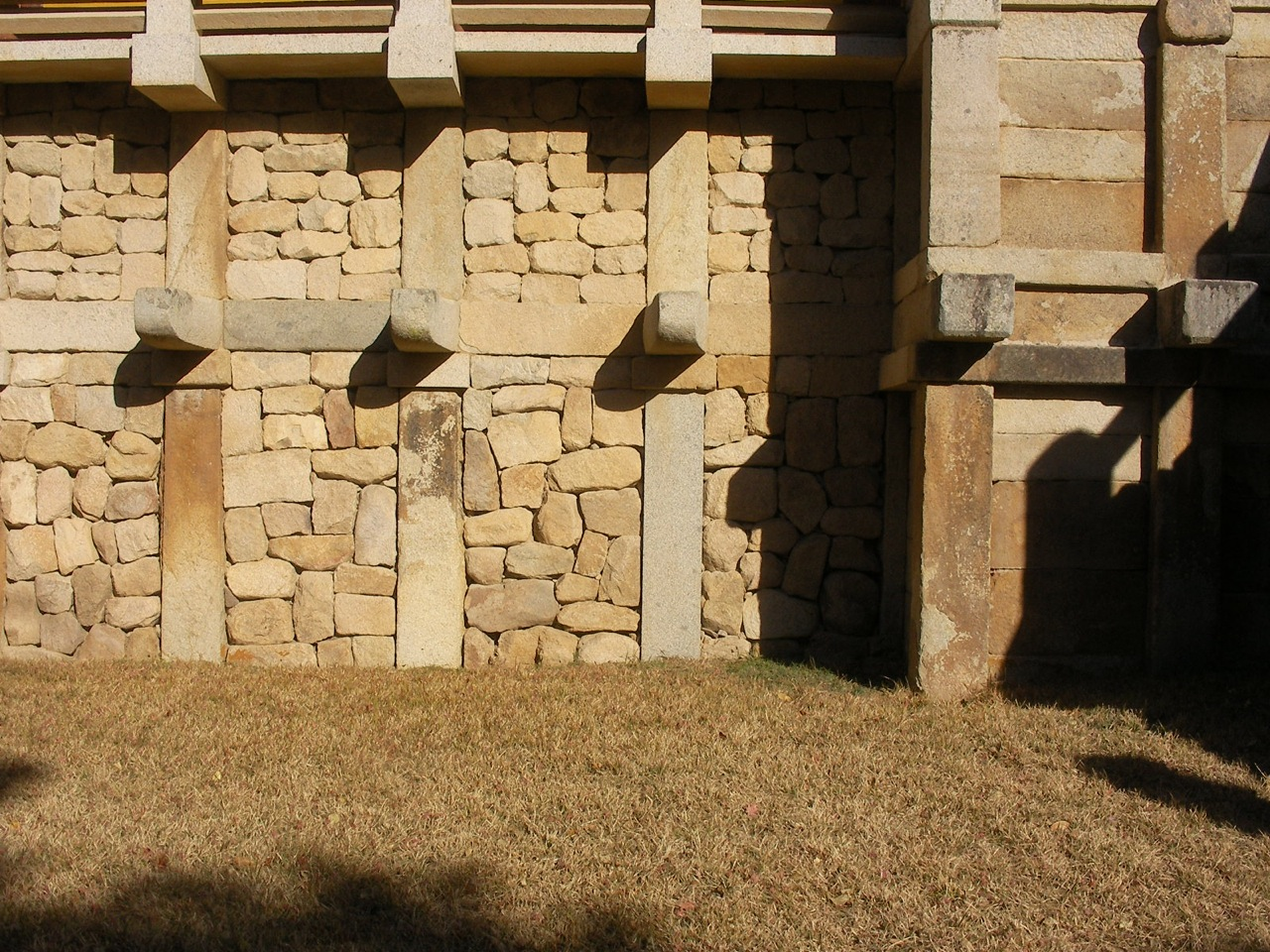
Stone elevation(Treasure no. 1745)

L'elevació de pedra va ser construïda harmoniosament d'acord amb la topografia del temple, que es caracteritza per disposar de la part oest i sud més baixa que la del nord i la de l'est, les quals són més altes.
El temple es troba emmarcat per passadissos en què es troba la Porta Jahamun, el Saló Daeungjeon i el Saló Museoljeon.
Els transseptes que van des d'est a oest del passadís Daeungjeon es connecten amb els corredors d'est i oest. El Pavelló Jwagyeongnu es troba localitzat a la cantonada oriental del corredor sud, mentre que el Pavelló Beomyeongnu es troba a cantonada occidental.
Els ponts Cheongungyo i Baegungyo, estan situats al sud de la Porta Jahamun. El saló Geungnakjeon (saló del paradís), que està rodejat de grans passadissos, està situat a l'oest del Saló Daeungjeon en el Temple. Es pot arribar a la sala a través dels ponts Yeonghwagyo i Chilbogyo i per la porta d'Anyangmun. L'elevació de pedra situada al nord-est del passadís Geungnakjeon i que consta de tres files de setze esglaons, que representen els quaranta-vuit vots d'Amitabha, condueix al passadís Daeungjeon.
Construcció:
Els ponts Cheongungyo i Baegungyo, bellament construïts, estan situats davant de la Porta de Jahamun, abans de la qual es trobava un estany ara enterrat (gupum yeonji). El terreny on es troba el Saló Geungnakjeon és més baix que el lloc del Saló Daeungjeon. Els ponts Yeonghwagyo i Chilbogyo estan situats davant de la Porta Anyangmun, que es troba davant del Saló Geungnakjeon. Els passadissos que condueixen a la Porta Anyangmun abasten el Saló Geungnakjeon, el corredor oriental del qual es connecta amb el corredor del Saló Daeungjeon.
Les elevacions de pedra perfectament compostes es troben davant de la Porta Anyangmun i la Porta Jahamun. L'elevació de pedra de l'est davant de la Porta de Jahamun es va construir canviant l'estructura del nivell superior a l'escala del pont Baegungyo, mentre que l'elevació de pedra de l'oest davant de la Porta d'Anyangmun es va construir erigint pilars de pedra ben retallats amb llargues pedres de suport, entre les quals es van col·locar pedres naturals.
L'elevació de pedra davant de la Porta Jahamun i el Pavelló Beomyeongnu es va construir amb enormes pedres naturals per al nivell inferior i amb pedres processades per al nivell superior. Es van erigir pilars de pedra sota la part sortint de les columnes del Pavelló Beomyeongnu, mentre que el pont de pedra es va construir amb un estil sofisticat d'arc de Sant Martí en forma d'arc. També es van construir elevacions de pedra sota el corredor oest al voltant de les sales Daeungjeon i Geungnakjeon. Pel que fa a les elevacions de pedra, es van erigir marcs de quadrícula rectangulars, en què les pedres naturals encaixaven de forma compacta, amb pilars verticals de pedra i pedra juduseok (cheomchaseok) horitzontal i pilars curts de pedra, pedres angulars i pedres planes. El Saló Daeungjeon té una elevació de pedra d'un sol nivell, mentre que el Saló Geungnakjeon té un de dos nivells.
Valor del tresor:
Els quatre ponts (Cheongungyo i Baegungyo, i Yeonghwagyo i Chilbogyo) han estat reconeguts pel seu valor històric i arquitectònic i designats com a tresors nacionals. Els alçats de pedra relacionats amb els ponts, construïts a mitjan segle viii, testifiquen l'excel·lència de les tècniques de pedra picada del període de Silla.
Tresor nacional núm. 1797, El conjunt de l’asamblea del Pic del Buitre

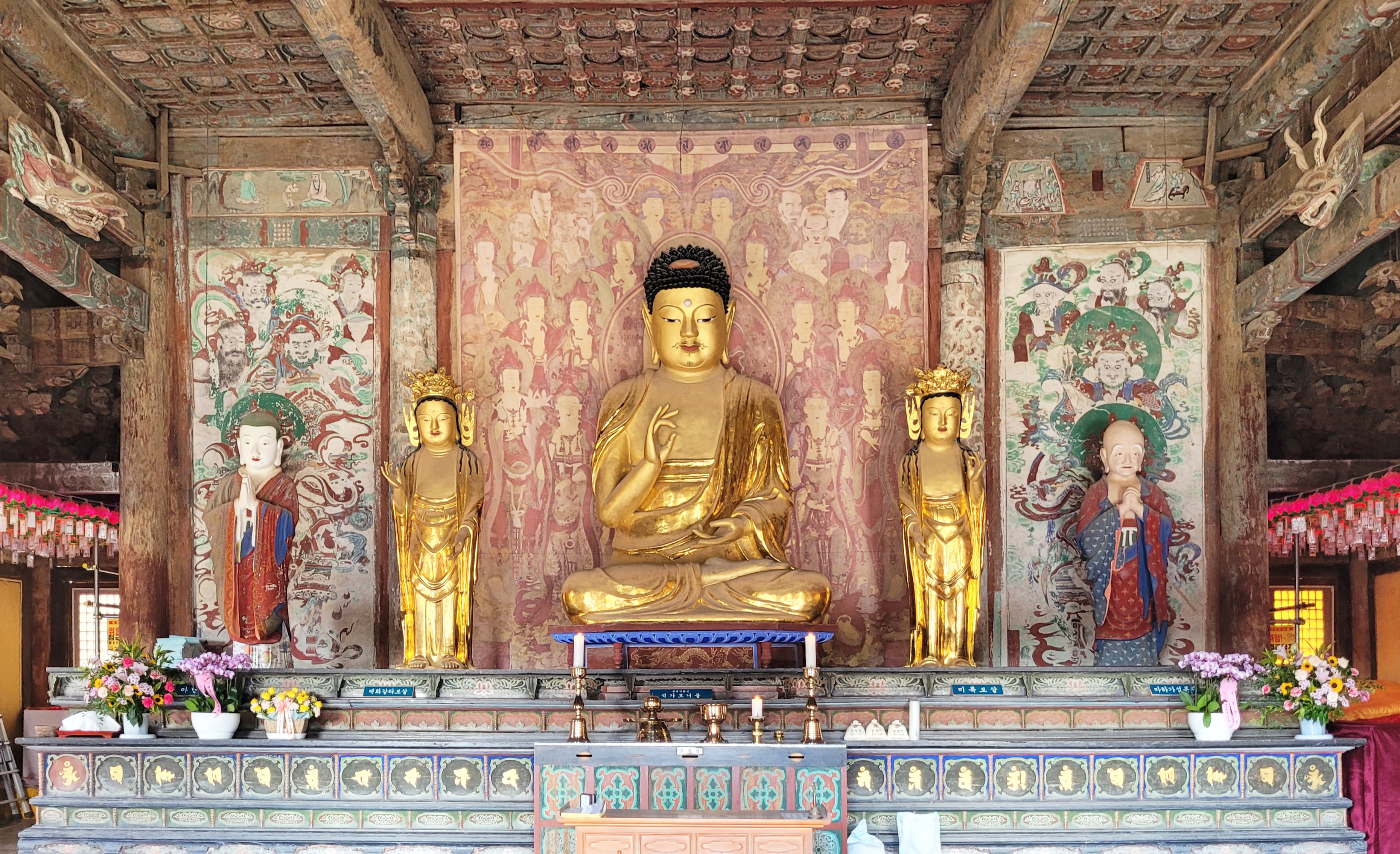
The Vulture peak assembly(Treasure no. 1797)

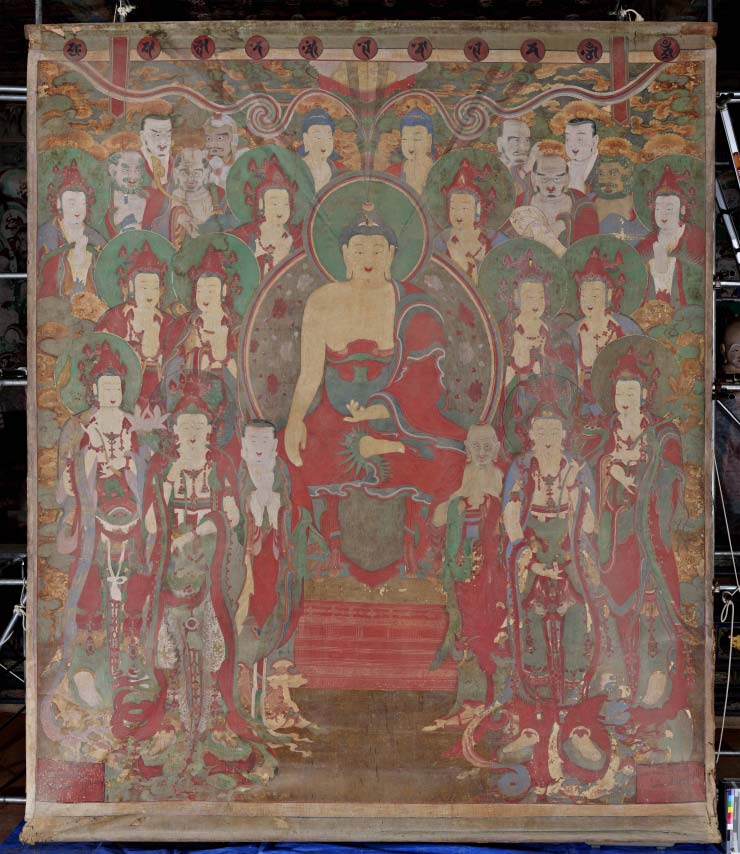

Aquestes pintures van ser realitzades l'any 1769 amb l'ajut d'una donació de la princesa Hwawan (filla del rei Yeongjo i una dama de la cort anomenada Kim)

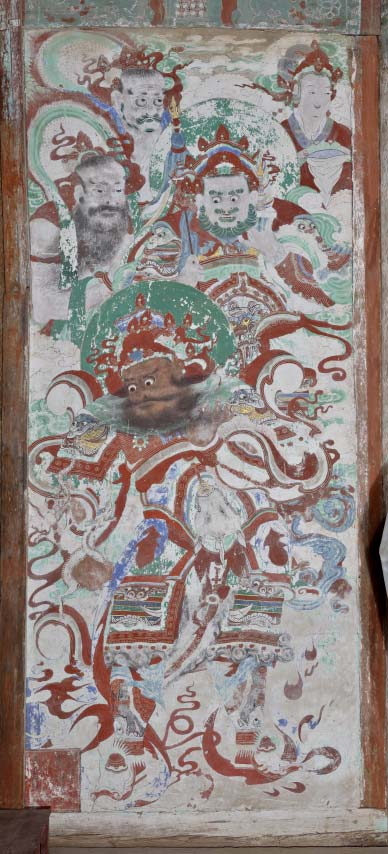

Disposa d'una pintura budista que descriu la sala de l'assemblea del pic de voltor i altres dues pintures murals sobre els quatres reis guardians.
El quadre de l'assemblea és datat i va ser creat el 1769, mentre que a les pintures dels reis només es posa els noms dels artistes. Es creu que totes les pintures van ser fetes al mateix moment, ja que els participants de la pintura van participar en les obres dels reis. Aquests artistes eren monjos que es van hostejar en diversos temples, entre d'altres el Tongdosa o el Bongjeongsa, en l'àrea de Gyeongsang-do, a mitjan i final del segle xviii. Les pintures mostren les característiques de la localitat, teenen colors tranquils i una composició ben equilibrada, i aquestes pintures mostren com va ser l'art al final del període Joseon, ja que trobem pintura colgant com pintura mural.
Tresor nacional nº 1933, Tres bodhisattvas

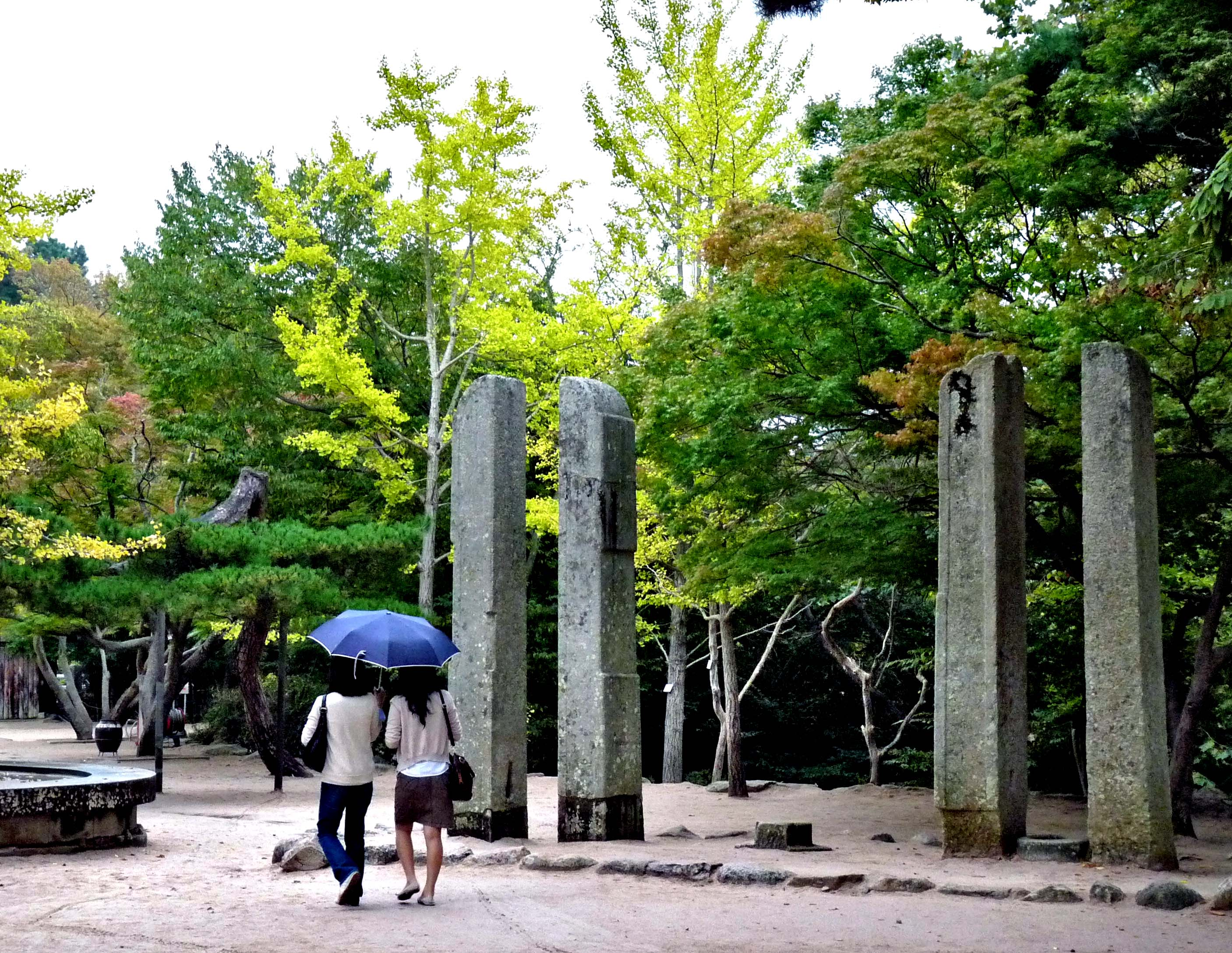
Dangganjiju, The banner-pole supports(Tangible cultural asset of Gyeongbukdo No.446)

Aquesta pintura de tres bodhisattvas consagrats al temple de Bulguksa té un afegit que mostra que va ser pintada l'any 1739 per un grup de monges. Va ser realitzada en Ojuam, una ermita adjunta al temple de Geodongsa en Gyeongju, després va ser consagrada en el temple Buryeongsa.

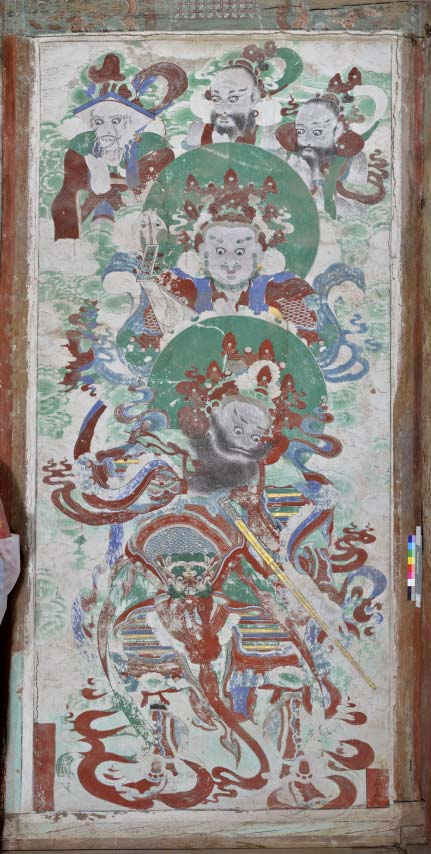

Els artistes van fer ús del blanc per ressaltar les figures que envolten a la triada, creant així l'efecte tridimensional.  La pintura d'eixa molt en clar l'estil del segle xviii.
Tresor nacional nº 446, ben cultural tangible de Gyeongbuk, Dangganhihum, els suports del mástil
Compost per dos pilars anomenats Dangganhihum, sol ser una peça que es col·loca i no te atenció.
És al pati davanter de Chile Bogyo y Yeonhwagyo. Aquests pilars originalment serveixen per col·locar un estàndard en un poste. Anys enrere servia com un micròfon per dir les notícies.
Aquests pilars daten del període d'unificació de Silla, però no han sigut qualificats de tresors nacional o material folklòric perquè no coincideixen entre si.